# Jelena Igorewna Radionowa
Jelena Igorewna Radionowa (russisch Елена Игоревна Радионова, englische Transkription Elena Igorevna Radionova; * 6. Januar 1999 in Moskau) ist eine ehemalige russische Eiskunstläuferin, die im Einzellauf startete.

## Sportlicher Werdegang

### Anfänge

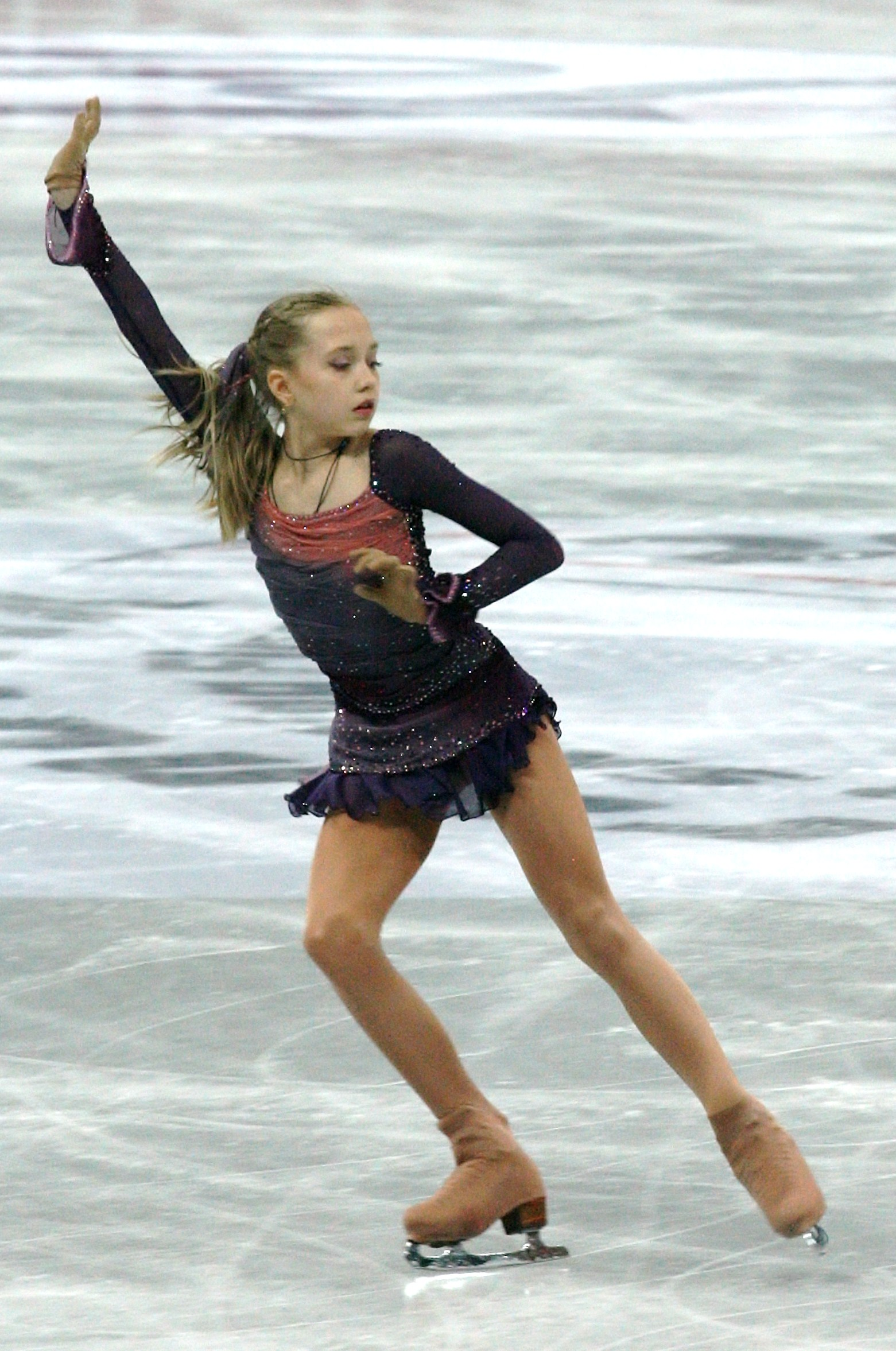
Jelena Radionowa (2012)

Jelena Radionowa läuft auf dem Eis bereits seit dem Alter von drei Jahren und trainiert seit ihrer Kindheit bei ZSKA Moskau. In Russland fiel sie zum ersten Mal als Viertplatzierte der nationalen Juniorenmeisterschaften 2010/2011 auf und gewann im Folgejahr bei diesem Wettbewerb Bronze. 2012/13 nahm sie erstmals an den Junior-Grand-Prix-Wettbewerben der ISU teil und gewann die Wettbewerbe in Frankreich und Österreich sowie das Finale in Sotschi.
2013 wurde Radionowa im Alter von 14 Jahren russische Juniorenmeisterin und errang auch bei den russischen Meisterschaften der Seniorinnen bereits die Silbermedaille. Kurz darauf wurde sie in Mailand Junioren-Weltmeisterin.

### Saison 2013/14
In der Saison 2013 startete Radionowa erstmals international im Seniorenbereich. Zum Saisonauftakt gewann sie in Oberstdorf souverän die Nebelhorn Trophy. Ihr Debüt bei der ISU-Grand-Prix-Serie hatte sie bei Skate America, wo sie hinter der zweimaligen Weltmeisterin Mao Asada aus Japan sowie der US-Amerikanerin Ashley Wagner auf Anhieb den Bronzerang belegte. Noch besser schnitt sie bei ihrem zweiten Grand-Prix-Event ab: bei der NHK Trophy belegte sie Rang zwei, erneut hinter Asada. Bei den Russischen Meisterschaften 2014 belegte sie den dritten Platz. Bei internationalen Meisterschaften im Seniorenbereich war sie aufgrund ihrer Jugend noch nicht startberechtigt.
Bei der Juniorenweltmeisterschaft in Sofia verteidigte sie als erste Sportlerin in der Einzellauf-Disziplin erfolgreich ihren Titel.

### Saison 2014/15
2014 gewann Radionowa ihre beiden Grandprixwettbewerbe Trophée Eric Bompard und Skate America. Beim Grand-Prix-Finale belegte sie hinter ihrer Landsfrau Jelisaweta Tuktamyschewa den zweiten Platz. Bei den Russischen Meisterschaften konnte sie sich ihren ersten Titel bei den Erwachsenen sichern.
Bei den Europameisterschaften in Stockholm wurde sie bei ihrer ersten Teilnahme Vize-Meisterin hinter Tuktamyschewa, bei der Eiskunstlauf-Weltmeisterschaft in Shanghai belegte sie den dritten Platz.

### Saison 2015/16
2016 wurde Radionowa erneut Vize-Europameisterin.

### Karriereende
Nachdem sie seit 2018 mit gesundheitlichen Problemen zu kämpfen hatte und auch nicht mehr im Wettkampf gestartet war, erklärte Radionowa im Jahr 2020 ihren Rücktritt.

## Ergebnisse
| Meisterschaft / Jahr           | 2012    | 2013    | 2014    | 2015    | 2016    | 2017    | 2018    |
| ------------------------------ | ------- | ------- | ------- | ------- | ------- | ------- | ------- |
| Weltmeisterschaften            |         |         |         | 3.      | 6.      |         |         |
| Europameisterschaften          |         |         |         | 2.      | 2.      |         |         |
| Juniorenweltmeisterschaften    |         | 1.      | 1.      |         |         |         |         |
| Russische Meisterschaften      | 3. J    | 1. J    | 3.      | 1.      | 2.      | 5.      | 10.     |
| –                              |         |         |         |         |         |         |         |
| Grand-Prix-Wettbewerb / Saison | 2011/12 | 2012/13 | 2013/14 | 2014/15 | 2015/16 | 2016/17 | 2017/18 |
| Grand-Prix-Finale              |         |         |         | 2.      | 3.      | 6.      |         |
| Skate America                  |         |         | 3.      | 1.      |         |         |         |
| Trophée Eric Bompard           |         |         |         | 1.      |         |         |         |
| Cup of China                   |         |         |         |         | 3.      | 1.      | 3.      |
| Cup of Russia                  |         |         |         |         | 1.      | 2.      | 4.      |
| NHK Trophy                     |         |         | 2.      |         |         |         |         |

- J = Junioren